# 渡辺和子
渡辺 和子（わたなべ かずこ、1927年2月11日 - 2016年12月30日）は、キリスト教カトリック修道女 （修道女名：シスター・セント・ジョン）。 学校法人ノートルダム清心学園理事長。北海道旭川市生まれ。

## 来歴
1927年、北海道旭川市で出生。父親は当時、陸軍中将で旭川第7師団長だった渡辺錠太郎で、53歳の時の子であった。4人兄姉の末っ子で次女。父親の転勤により台湾、東京へ転居。
1936年、成蹊小学校3年生で9歳の時に二・二六事件に遭遇。父の居間で、当時大将で教育総監だった父が青年将校に襲撃され、44発の銃弾で命を落としたのを、わずか1mほどの距離から目の当たりにした。
成蹊小学校、雙葉高等女学校（現 雙葉中学校・高等学校）卒業。成績は優秀だったが、友人から鬼のようだと指摘され、「少しはましな人間になって、父のような惨めな死に方はしたくない」との思いから受洗を決める。
1945年、18歳でキリスト教（カトリック）の洗礼を受ける。聖心女子大学に進学し、学生自治会の会長を務めた。1951年に同大学を卒業し、上智大学国際学部事務局で文書作成のアルバイトをしながら、1954年上智大学大学院西洋文化研究科修士課程修了。
1956年、29歳でナミュール・ノートルダム修道女会に入会。31歳でアメリカボストンの修道院へ派遣され、修道女会の指示により1962年6月にボストンカレッジ大学院で教育学博士号を取得したのち帰国、同年9月に岡山県のノートルダム清心女子大学教授に就任。1963年に36歳という異例の若さでノートルダム清心女子大学の学長に就任。歳が若いだけでなく、同大学における初の日本人学長であり、地元とは縁のない人物の抜擢であったことなどから古参職員の反発にあう。
1977年にはうつ病を患う。1984年にマザー・テレサが来日した際には通訳を務めるなど多方面で活躍。著書も多数。1990年に学長を退任し同大学理事長となるまで、長年にわたり教壇に立ち、学生の心を支え指導する。
1990年にはノートルダム清心女子大学の名誉学長、及びノートルダム清心学園の理事長に就任。
1992年～2001年には日本カトリック学校連合会理事長に就任した。
1996年、69歳の時にカルカッタの修道会本部を訪れる。
2012年に発売した著書『置かれた場所で咲きなさい』が、200万部を超えるベストセラーとなった。
2014年1月-2017年5月　カトリック教会が送りするテレビ・ラジオ番組"心のともしび"に出演。計24回にわたり「今日の心の糧」で朗読
2016年12月30日、膵臓癌により死去。89歳没。

## 受賞
- 1974年 - 岡山県文化賞（学術部門）を受賞
- 1979年 - 山陽新聞賞（教育功労）を受賞
- 1979年 - 岡山県社会福祉協議会より済世賞を受賞
- 1986年 - ソロプチミスト日本財団より千嘉代子賞を受賞
- 1989年 - 三木記念賞を受賞
- 2015年 - 広島大学のペスタロッチ賞を受賞[10]。
- 2016年 - 春の叙勲で旭日中綬章を受章[11]。

## 著書/DVD

### 単著
- 『信じる「愛」を持っていますか』PHP研究所、1981年
- 『心に愛がなければ』PHP研究所、1986年
- 『現代の忘れもの』日本看護協会出版会、1989年
- 『愛をこめて生きる』PHP研究所、1989年
- 『愛することは許されること』PHP研究所、1999年
- 『目に見えないけれど大切なもの』PHP研究所、2003年
- 『愛と励ましの言葉366日』PHP研究所、2004年
- 『忘れかけていた大切なこと』PHP研究所、2005年
- 『「ひと」として大切なこと』PHP研究所、2005年 - 『人間としてどう生きるか』、2003年の改題版
- 『愛と祈りで子どもは育つ』PHP研究所、2006年
- 『美しい人に』PHP研究所、2008年
- 『幸せのありか』PHP研究所、2009年
- 『置かれた場所で咲きなさい』幻冬舎、2012年
- 『スミレのように踏まれて香る』朝日新聞出版、2012年 - 『人をそだてる』サンパウロ、1970年の改題、加筆修正版
- 『面倒だから、しよう』幻冬舎、2013年
- 『幸せはあなたの心が決める』PHP研究所、2015年
- 『どんな時でも人は笑顔になれる』PHP研究所、2017年
- 『あなたはそのままで愛されている』PHP研究所、2018年 - 遺稿集
- 『あなただけの人生をどう生きるか』筑摩書房（ちくまプリマ―新書）、2018年 - 新篇名講演集

- 『渡辺和子著作集1 愛』山陽新聞社、1988年
- 『渡辺和子著作集2 心』山陽新聞社、1988年
- 『渡辺和子著作集3 信』山陽新聞社、1988年
- 『渡辺和子著作集4 道』山陽新聞社、1988年
- 『渡辺和子著作集5 望』山陽新聞社、1988年

### 共著
- 『人は死ぬとき何を思うのか』（大津秀一、石飛幸三、青木新門、山折哲雄と）PHP研究所、2014年
- 『強く、しなやかに　回想・渡辺和子』 山陽新聞社との編著、2016年／文春文庫、2019年

### 訳書
- 『マザー・テレサ 愛と祈りのことば』ホセ・ルイス・ゴンザレス・バラド編、PHP研究所

### 評伝
- 保江邦夫『置かれた場所で咲いた渡辺和子シスターの生涯』 マキノ出版、2017年

#### DVD・CD
- 心のともしび　『キリストの香り』DVD（4枚-全24話）（各々76分）　2017年
- 渡辺和子講話集  ～愛をこめて生きる～  （CD全2巻） ユーキャン[12]

## 出演
- 「あさイチ」プレミアムトーク NHK総合、2014年7月18日
- 「中居正広の金曜日のスマたちへ」 TBS、2015年10月30日
- 「心のともしび」　2014年－2017年　計24回
- 「こころの時代〜私の戦後70年　かくも長き道のり」NHK Eテレ、2016年2月14日